# Qui Radio Londra
Qui Radio Londra è stato un programma televisivo ideato e condotto da Giuliano Ferrara.

## Produzione
(Voce fuori campo all'inizio di ogni puntata)
(Voce fuori campo alla fine di ogni puntata)
Durante la stagione televisiva 2010-2011 l'allora direttore generale della Rai Mauro Masi propone al direttore del quotidiano Il Foglio di condurre una rubrica opinionistica relativa ai principali fatti di attualità per due anni, articolata in varie puntate, ognuna della durata compresa tra i 5 e i 7 minuti. Giuliano Ferrara accetta e realizza un programma che presenta varie analogie con la rubrica Radio Londra, ideata e condotta dallo stesso giornalista sulle reti Fininvest tra la fine degli anni Ottanta e la prima metà degli anni Novanta. Viene scelto come titolo Qui Radio Londra: la trasmissione va dunque in onda su Rai 1, dopo il TG1 delle ore 20.00, andando a presiedere la fascia oraria dell'access prime time dal lunedì al venerdì dallo Studio 4 del Centro di Produzione Televisiva (CPTV) Rai di Roma. Il nome del programma deriva (come la precedente trasmissione televisiva condotta dallo stesso Ferrara) da Radio Londra, servizio in lingua italiana della BBC in onda dal 1938 al 1981.
Ferrara si propone di analizzare argomenti di politica e di attualità risultati salienti nel corso della giornata e fornire la propria opinione.
Il giorno prima dell'esordio, nell'edizione delle 20.00 del TG1, la giornalista Susanna Petruni ha intervistato Ferrara, che ha affermato:
«Non pretendo tanto (riferendosi al fatto che durante l'occupazione nazista Radio Londra fosse l'unico spazio libero per i cittadini europei) e non sono in clandestinità, non trasmetto in un paese occupato, però questo piccolo spazio che professionalmente voglio occupare, anche in nome del servizio pubblico, quindi nell'interesse di tutti coloro che mi guardano, può essere usato per riflettere tutti insieme su un paese strano [...]» e «[...] io non faccio guasconate, io sono un normale giornalista, sono un cittadino di questo Paese e ho un temperamento e una certa libertà di tono [...]» e «[...] sono schierato, direi che sono schierato [...] io sono un po' schierato, lo confesso, cioè penso che il paese ha una storia e che dentro questa storia bisogna essere con sincerità, con rispetto per gli altri, chiari nel rappresentare ciò che si pensa».
La prima puntata della prima edizione è andata in onda il 14 marzo 2011, avendo come tema la paura del nucleare, dopo il disastro di Fukushima, ed è stata seguita, secondo le rilevazioni statistiche di Auditel, da una audience di 5.915.000 telespettatori, per uno share del 20,63%.
Il programma è proseguito fino all'estate ed è ripartito il 19 settembre 2011 con una nuova edizione, anche se i risultati di ascolto sono risultati inferiori rispetto alle aspettative.
Fin dalla prima puntata, il programma è realizzato nel formato panoramico 16:9, così come tutte le trasmissioni (diverse dai tg) in onda sulla Rai a partire dal settembre del 2010.
Quando su Rai 1 ci sono eventi considerati di eccezionale richiamo, come ad esempio le dirette di Rai Sport sul calcio o il Festival di Sanremo, non vanno in onda né Qui Radio Londra né il game-show che lo segue nel palinsesto (Affari tuoi o Soliti ignoti - Identità nascoste).
La puntata di Qui Radio Londra andata in onda in diretta dopo il tg serale viene ritrasmessa in replica dopo il tg notturno: la stessa cosa si verifica per il programma concorrente Striscia la notizia.
Causa l'incorrere della nevicata del 2012, il direttore de Il Foglio, essendo impossibilitato a recarsi nello studio del CPTV Rai di Roma, ha condotto il programma tramite un collegamento telefonico.
La seconda edizione è terminata il 31 maggio 2012: durante l'ultima puntata, Ferrara aveva dichiarato che la terza edizione sarebbe dovuta iniziare il 17 settembre 2012; tuttavia, a causa del malore che ha colto il giornalista durante l'estate, la messa in onda di nuove puntate era stata posticipata all'autunno inoltrato.
Successivamente, a causa di numerosi scontri con il direttore di Rai 1 Mauro Mazza, lo stesso Ferrara ha deciso autonomamente, in accordo con il neodirettore generale Luigi Gubitosi, di non andare più in onda: il programma Qui Radio Londra viene chiuso definitivamente.

## Controversie
Oltre al già citato esordio sul nucleare, ci sono stati altri editoriali televisivi di Giuliano Ferrara che hanno suscitato critiche e polemiche.
- Nella puntata del 16 marzo 2011, il conduttore si è occupato del rubygate difendendo l'allora Capo del Governo Silvio Berlusconi[11].
- Nella puntata del 4 aprile 2011, l'ex-ministro ha ipotizzato che l'attenzione della magistratura nei confronti dell'allora Presidente del Consiglio Silvio Berlusconi possa essere "qualcosa di malato"[12].
- Nella puntata del 13 aprile 2011, il direttore de Il Foglio ha interpretato alcune dichiarazioni di Alberto Asor Rosa come un auspicio ad un colpo di Stato[13].
- Nella puntata del 5 maggio 2011, l'ex-ministro, dopo aver mostrato uno spezzone di un comizio di Beppe Grillo durante la campagna elettorale per le elezioni amministrative di quell'anno[14], critica pesantemente il blogger genovese definendolo "saltimbanco buffone"[15].
- Nella puntata del 19 settembre 2011, il giornalista definisce "eroe popolare" l'allora premier Silvio Berlusconi e attacca duramente i magistrati che lo indagavano[16].
- Nella puntata del 4 ottobre 2011, il conduttore, partendo dal caso Meredith, termina il suo soliloquio con una traccia audio registrata contenente risate derisorie nei confronti di Ilda Boccassini[17].
- Nella puntata dell'8 novembre 2011, il direttore de Il Foglio esprime la sua opinione sulla crisi del governo Berlusconi IV, dicendo che era stato celebrato un "matrimonio" tra Silvio Berlusconi e Giorgio Napolitano[18] e che gli italiani potevano andare a dormire tranquilli[19].
- Nella puntata del 12 dicembre 2011, il giornalista torna a schierarsi apertamente contro l'aborto[20].
- Nella puntata del 28 febbraio 2012, l'ex-ministro parla della vicenda di Luca Abbà e delle proteste del movimento No TAV[21].

La trasmissione Qui Radio Londra viene criticata generalmente perché il conduttore è un giornalista politicamente schierato. La dirigenza Rai considera comunque Qui Radio Londra uno spazio da opinionista e non di approfondimento.

## Citazioni e parodie
- Il programma Qui Radio Londra viene menzionato da Beppe Severgnini nell'edizione aggiornata del suo libro La pancia degli italiani - Berlusconi spiegato ai posteri, in cui analizza le cause del successo in politica di Silvio Berlusconi.
- Nella sua rubrica A fil di rete sul Corriere della Sera il critico televisivo Aldo Grasso ha parlato di Giuliano Ferrara a proposito della prima edizione di Qui Radio Londra, definendo l'ex-ministro l'ultimo samurai della tv[24].
- Durante la primavera del 2011 Dario Vergassola ha fatto una parodia di Qui Radio Londra nel programma televisivo Parla con me su Rai 3 condotto da Serena Dandini[25].
- Il 3 novembre 2011 Antonio Cavallo ha fatto una parodia della trasmissione (Radio Lontra) nel programma televisivo G'Day su LA7 condotto da Geppi Cucciari[26].

## In altri programmi tv
- Il direttore de Il Foglio, nella puntata d'esordio della seconda edizione, ha definito Berlusconi un "eroe popolare" esortandolo però a scusarsi per alcuni comportamenti [27]. Per questa ragione è stato invitato come ospite da Massimo Bernardini nella trasmissione di Rai 3 Tv Talk: nella puntata del 24 settembre 2011 Bernardini mostra le scuse fatte da Dominique Strauss-Kahn in diretta televisiva su un telegiornale francese[28]. Ferrara si dichiara indignato per il paragone tra Strauss-Kahn e Berlusconi, e per questo inveisce contro gli autori di Tv Talk definendoli "moralisti dei miei stivali": rincara poi la dose contro Bernardini urlandogli: "Spero che la intercettino mentre ride con qualche puttana"[29].
- Durante la stagione televisiva 2011-2012, Qui Radio Londra, insieme ad altri 19 programmi TV di vario genere, ha ottenuto la candidatura al Premio Regia Televisiva come miglior programma dell'anno[30].